# Tonči Valčić
Tonči Valčić (* 9. Juni 1978 in Zadar) ist ein aus Kroatien stammender ehemaliger Handballspieler. Valčić ist 1,94 m groß. Mittlerweile ist er als Handballtrainer tätig.
Valčić, der für den kroatischen Spitzenclub RK Zagreb (Rückennummer 24) spielte und für die kroatische Nationalmannschaft (Rückennummer 24) auflief, wurde meist im linken Rückraum eingesetzt. 
Tonči Valčić spielte seit seiner Jugend beim RK Zagreb und bestritt dort auch seine ersten Ligaspiele. Mit Zagreb gewann er 1997, 1998, 1999 sowie 2000 die nationale Meisterschaft und 1997, 1998, 1999 sowie 2000 den kroatischen Pokal. Im Jahr 2000 wurde er vom deutschen Verein TV Großwallstadt unter Vertrag genommen. Dort blieb er drei Jahre und zog dann weiter zu CB Torrevieja in die spanische Liga ASOBAL. 2007 wechselte er für ein Jahr zum Spitzenclub Ademar León, ehe er 2008 zu seinem Heimatverein nach Zagreb zurückkehrte und in jedem Jahr Meisterschaft und Pokal gewann. Im Jahr 2018 beendete er dort seine Karriere.
Tonči Valčić hat über 144 Länderspiele für die kroatische Nationalmannschaft bestritten. Bei der Weltmeisterschaft 2003 in Portugal wurde er Weltmeister und bei der Weltmeisterschaft 2005 in Tunesien Vize-Weltmeister. Bei der Weltmeisterschaft 2007 in Deutschland belegte er mit den als Titelfavorit angereisten Kroaten den 5. Platz; bei der Handball-Europameisterschaft 2008 in Norwegen wurde er mit seinem Land wieder Vize-Europameister. 2009 im eigenen Land wurde er erneut Vize-Weltmeister. Auch bei der Europameisterschaft 2010 wurde er Zweiter. 2011 wurde er bei der WM Fünfter.
Valčić übernahm zur Saison 2020/21 den Co-Trainerposten von RK Zagreb. Nachdem sich RK Zagreb im November 2022 vom Trainer Ivica Obrvan getrennt hatte, übernahm er gemeinsam mit Denis Špoljarić interimsweise das Traineramt.
Sein jüngerer Bruder Josip Valčić war ebenfalls Handballnationalspieler.